# Akko
Akko či Akkon, česky dříve také Accra (hebrejsky עכו, Ako; arabsky عكا, Aka, v oficiálním přepisu do angličtiny Akko, přepisováno též Akra, Acre nebo Saint-Jean d'Acre) je město v Severním distriktu v Izraeli.

## Geografie
Leží v nadmořské výšce 10 metrů na severním hrotu haifského zálivu. Jde o přístavní město, které je vzdáleno 13 kilometrů severně od Haify. Obcí prochází pobřežní železniční trať. Nachází se tu železniční stanice Akko. Od roku 2011 byla budována železniční trať Akko–Karmiel, která odbočuje z pobřežní tratě jižně od Akka a vede východním směrem do města Karmiel. Provoz na nové železniční trati byl zahájen 20. září 2017.

## Dějiny
Akkon sloužil jako obchodní centrum již před 4000 lety, od dob osídlení území Féničany. Jeho název je doložen na tabulkách z Tel Amarny. Za řeckého osídlení se nazýval Aká. V dobách novozákonních byl podle Ptolemaia Philadelpha nazýván Ptolemais, za císaře Claudia jako Colonia Claudia Felix.
Během křížových výprav bylo město součástí Jeruzalémského království a bylo několikrát dobyto a opět osvobozeno. Bylo posledním křižáckým městem ve Svaté zemi.

### Pád Akkonu
18. května 1291 muslimové překonali všechna opevnění poslední křižácké bašty ve Svaté zemi. Když muslimská vojska překonala po dlouhém obléhání vnější i vnitřní obranné hradby, rychle obsadila celé město. V nelítostných pouličních bojích, které se sváděly o každou píď země, se zbytkem křižáckých rytířů a jejich pomocných jednotek proteklo ještě hodně krve, ale vlastní masakr nastal, když byl i tento poslední odpor zlomen. Mameluci rozpoutali orgie násilí a neušetřili nikoho, ani staré muže, ženy, a děti. Pomstili se za podobně krvavou lázeň, kterou spáchali před bezmála sty lety na muslimském obyvatelstvu při dobývání Akkonu křižáci pod velením Richarda Lví srdce. Hrstka obyvatel, která měla pochybné štěstí a vyvázla životem, byla prodána do otroctví. Většina těchto žen a dívek navždy zmizela v harémech emírů.
Když přišla noc 18. května 1291, byl celý Akkon, až na templářský železný hrad na jihozápadním výběžku Akkonu, pod kontrolou sultána el-Ashraf Khalila. Přeživší templáři se opevnili spolu se skupinou obyvatel obojího pohlaví v budově řádu, která měla charakter pevnosti. Téměř po celý týden odolávali útokům mameluků. Až když jim sultán nabídl, že předají-li pevnost, nechá je čestně odejít, přijali podmínku, otevřeli bránu a umožnili emírovi a stovce ozbrojenců vstup. Na hradě již vlála sultánova vlajka, když v tom se situace vyostřila. Mamelukové porušili slib svého sultána, přepadli několik žen a chlapců a pokusili se je odvléci. Poté sáhli templáři opět po zbrani, zavřeli brány na závory a vrhli se na mameluky. Pobili muslimské bojovníky do posledního muže, strhli z věže sultánovu vlajku a přísahali s odvahou odsouzenců na smrt, že se budou bránit až do trpkého konce. Pod pláštěm noci se jim ještě podařilo naložit řádový poklad na loď a dopravit ho do hradu v Sidonu.
Sultán el-Ashraf Khalil chtěl konečně zlomit odpor, který hrozil jeho vojsku ostudou. Ale přesto, že jeho vojáci byli v přesile, nevěděl jak přimět templáře, aby se vzdali. Když jim další den přislíbil, že mohou znovu bezpečně odejít, velitelé templářů vyšli ven, kde byli spoutáni, a mameluci jim usekli hlavy. Templáři věděli, že sultánovi nemohou věřit, a tak byli více než kdy jindy odhodláni bojovat do posledního muže. 28. května, deset dní po dobytí Akkonu, se začaly bortit hradní zdi a sultán nakázal dvěma tisícům svých nejlepších mužů, aby na hrad zaútočili. Zdi nápor nevydržely a hrad se zřítil. Trosky pod sebou zabily poslední obránce Akkonu, ale i sultánovu útočící jednotku. Po pádu Akkonu nadvláda křesťanů ve svaté zemi definitivně skončila. Řád sv. Jana Jeruzalémského přesunul své sídlo na Rhodos.

### Pozdější období
Během Napoleonova blízkovýchodního tažení v roce 1799 bylo napadeno, ale francouzské armádě odolalo.
Zbytky podzemního křižáckého opevnění ze 13. století včetně rozsáhlé krypty johanitů, kteří vojensky obsadili město mezi lety 1191 až 1291, se dochovaly dodnes a jsou turisticky zpřístupněné.
Město je známé také tím, že zde byl osmanskými úřady v období roků 1868 až 1877 devět let vězněn Bahá’u’lláh (z toho byl první dva roky za těžkých podmínek vězněn v bývalé křižácké pevnosti). Ve městě podle tvrzení Bahá’í věřících zjevil v domě arabského kupce ‘Údí Khammára kolem roku 1873 ústřední knihu náboženství Bahá'í – Kitáb-i-Aqdas. Také z tohoto důvodu stoupenci Bahá’í víry považují Akko za město, kde se nacházejí Bahá’í svatá místa, která navštěvují jako nedílnou součást své Bahá’í náboženské pouti. K historickému názvu Akko se město vrátilo teprve pod britskou správou roku 1948.
Roku 2001 bylo staré město Akko zařazeno organizací UNESCO mezi světové historické památky. Ve městě se nachází Bahá'u'lláhova svatyně, součást další památky UNESCO „Bahá'istické svatyně v Haifě a západní Galileji“. Od roku 2015 zde probíhají systematické archeologické výzkumy, při kterých byla mj. objevena česká stříbrná mince krále Přemysla Otakara II.

## Demografie
Podle údajů z roku 2009 tvořili naprostou většinu obyvatel Židé – přibližně 30 300 osob (včetně statistické kategorie „ostatní“, která zahrnuje nearabské obyvatele židovského původu, ale bez formální příslušnosti k židovskému náboženství, přibližně 32 700 osob). 13 600 osob patřilo mezi izraelské Araby. V původním historickém jádru města ve vymezení z doby mandátní Palestiny tvoří Arabové až 70 %. Jen 15 % současného arabského obyvatelstva však je potomky rodin, které zde žily před rokem 1948. Zbytek sem přesídlil z jiných vesnic a měst v Izraeli. Soužití Židů a Arabů v tomto smíšeném městě bylo poznamenáno etnickými nepokoji, které vypukly 8. října 2008 a eskalovaly do pětidenních násilností poté, co arabský obyvatel vjel autem během svátku Jom kipur (kdy v Izraeli ustává veškerý silniční provoz) do převážně židovské čtvrti Akka.
Jde o středně velkou obec městského typu s dlouhodobě stagnující populací. K 31. prosinci 2015 zde žilo 47 700 lidí, z toho 29 500 Židů.
| Rok  | Obyvatelé |
| ---- | --------- |
| 1948 | 4 016     |
| 1949 | 9 000     |
| 1950 | 12 200    |
| 1951 | 15 700    |
| 1952 | 16 600    |
| 1953 | 16 600    |
| 1954 | 17 000    |
| 1955 | 19 200    |
| 1956 | 21 200    |
| 1957 | 22 700    |
| 1958 | 23 400    |
| 1959 | 24 300    |

| Rok  | Obyvatelé |
| ---- | --------- |
| 1960 | 24 800    |
| 1961 | 26 550    |
| 1962 | 28 100    |
| 1963 | 29 700    |
| 1964 | 31 700    |
| 1965 | 32 300    |
| 1966 | 32 400    |
| 1967 | 32 800    |
| 1968 | 33 000    |
| 1969 | 33 500    |
| 1970 | 33 900    |
| 1971 | 34 200    |

| Rok  | Obyvatelé |
| ---- | --------- |
| 1972 | 34 400    |
| 1973 | 35 500    |
| 1974 | 34 900    |
| 1975 | 35 600    |
| 1976 | 36 000    |
| 1977 | 36 800    |
| 1978 | 37 200    |
| 1979 | 37 900    |
| 1980 | 38 700    |
| 1981 | 39 100    |
| 1982 | 39 000    |
| 1983 | 36 400    |

| Rok  | Obyvatelé |
| ---- | --------- |
| 1984 | 37 700    |
| 1985 | 37 400    |
| 1986 | 37 200    |
| 1987 | 37 200    |
| 1988 | 37 200    |
| 1989 | 37 400    |
| 1990 | 40 300    |
| 1991 | 43 600    |
| 1992 | 44 200    |
| 1993 | 45 100    |
| 1994 | 45 300    |
| 1995 | 45 091    |

| Rok  | Obyvatelé |
| ---- | --------- |
| 1996 | 45 320    |
| 1997 | 45 035    |
| 1998 | 44 767    |
| 1999 | 44 900    |
| 2000 | 45 737    |
| 2001 | 45 999    |
| 2002 | 45 800    |
| 2003 | 45 600    |
| 2004 | 45 600    |
| 2005 | 45 800    |
| 2006 | 46 000    |
| 2007 | 46 000    |

| Rok  | Obyvatelé |
| ---- | --------- |
| 2008 | 46 100    |
| 2009 | 46 300    |
| 2010 | 46 600    |
| 2011 | 46 500    |
| 2012 | 47 200    |
| 2013 | 47 400    |
| 2014 | 47 500    |
| 2015 | 47 700    |
| 2016 | 47 800    |
| 2017 | 48 300    |
| 2018 | 48 900    |

## Partnerská města

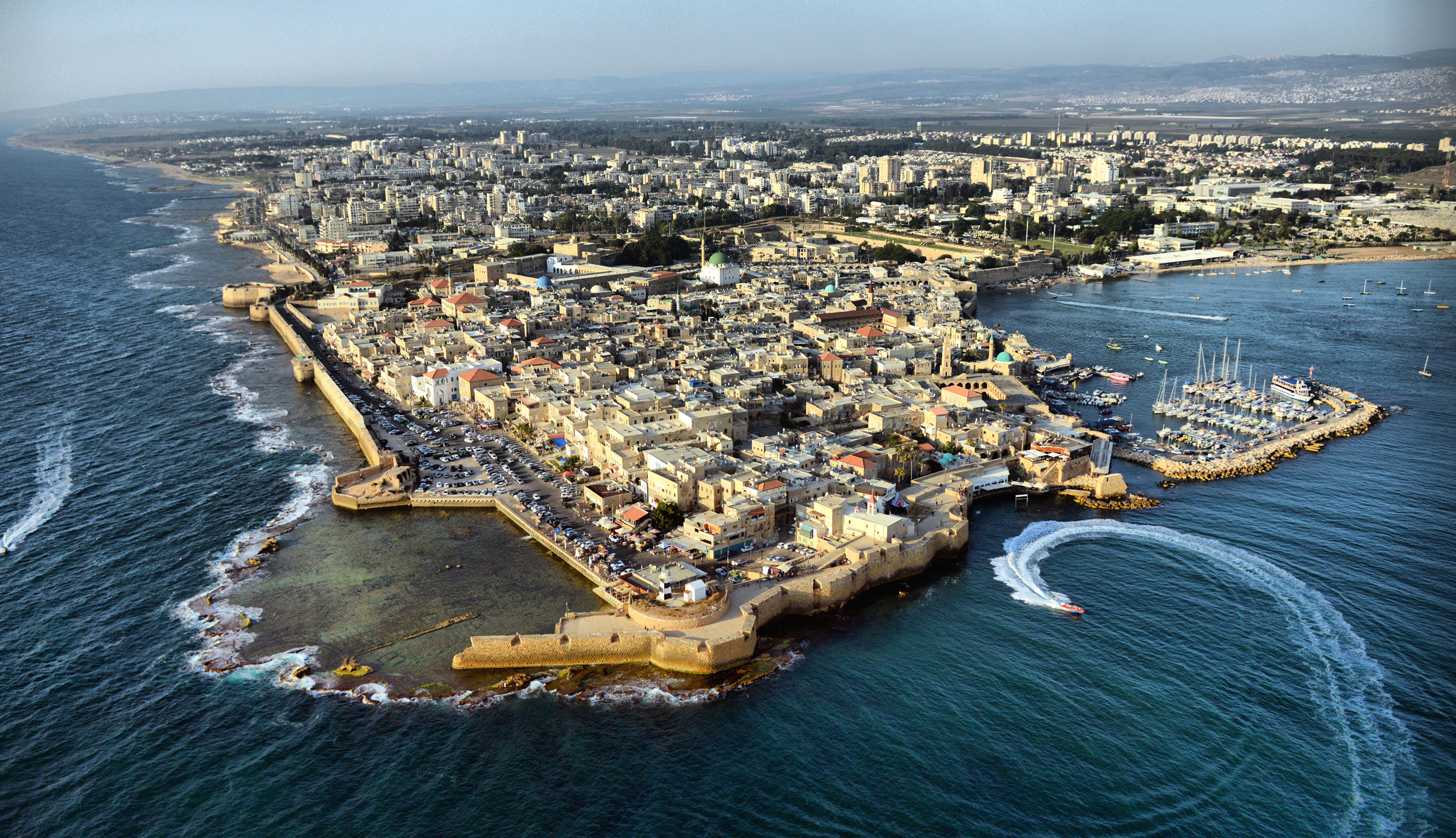

Akko má následující partnerská města:
- Pisa, Itálie
- Bregenz, Rakousko
- Canton, Spojené státy
- Deerfield Beach, Spojené státy
- Recklinghausen, Německo
- Bielsko-Biała, Polsko